# Memoriał Henryka Łasaka
Memoriał Henryka Łasaka – jednodniowy wyścig kolarski poświęcony pamięci Henryka Łasaka, rozgrywany w Polsce corocznie od 1999.
Memoriał Henryka Łasaka od początku istnienia znajdował się w kalendarzu UCI – w latach 1999–2000 z kategorią 1.5, w 2001 z kategorią 1.4, w latach 2002–2004 z kategorią 1.3. W 2005 został włączony do cyklu UCI Europe Tour, początkowo z kategorią 1.1, a od 2008 z kategorią 1.2. Edycja z 2020 odbyła się poza kalendarzem UCI, jednak rok później wyścig ponownie otrzymał kategorię 1.2
Wyścig od początku istnienia rozgrywany był w Suchej Beskidzkiej i jej okolicach. Przed edycją z 2020 organizator wyścigu zdecydował o jego przeniesieniu do Limanowej.
W 2012 wyścig wygrał Sylwester Janiszewski, jednak po wykryciu w jego organizmie niedozwolonych środków dopingujących został zdyskwalifikowany, a zwycięzcą wyścigu ogłoszono drugiego na mecie Lukę Mezgeca.

## Zwycięzcy
Opracowano na podstawie:
| Rok  | Pierwsze           | Drugie                | Trzecie             |          |
| ---- | ------------------ | --------------------- | ------------------- | -------- |
| 1999 | Cezary Zamana      | Dmitrij Siedun        | Heiko Szonn         |          |
| 2000 | Jacek Mickiewicz   | Marcin Lewandowski    | Marcin Gębka        |          |
| 2001 | Piotr Chmielewski  | Zbigniew Piątek       | Krzysztof Jeżowski  |          |
| 2002 | Cezary Zamana      | Dariusz Wojciechowski | Kazimierz Stafiej   |          |
| 2003 | Cezary Zamana      | Robert Radosz         | Lubor Tesař         |          |
| 2004 | Robert Radosz      | Petr Benčík           | Tomasz Lisowicz     |          |
| 2005 | Marek Maciejewski  | Ondřej Fadrny         | Marcin Osiński      |          |
| 2006 | Petr Benčík        | Marcin Sapa           | Bartłomiej Matysiak |          |
| 2007 | Krzysztof Jeżowski | Mateusz Komar         | Daniel Czajkowski   |          |
| 2008 | Krzysztof Jeżowski | Błażej Janiaczyk      | Mart Ojavee         |          |
| 2009 | Stefan Schäfer     | Krzysztof Jeżowski    | Mathias Belka       |          |
| 2010 | Mariusz Witecki    | Tomáš Bucháček        | Marek Rutkiewicz    |          |
| 2011 | Luka Mezgec        | Blaž Furdi            | Tomasz Marczyński   |          |
| 2012 | Luka Mezgec        | Mieszko Bulik         | Steffen Radochla    |          |
| 2013 | Florian Sénéchal   | Kamil Gradek          | Paweł Cieślik       |          |
| 2014 | Maciej Paterski    | Paweł Franczak        | Mychajło Kononenko  |          |
| 2015 | Alois Kaňkovský    | Witalij Buc           | Roman Majkin        |          |
| 2016 | Paweł Franczak     | Sylwester Janiszewski | Artur Detko         |          |
| 2017 | Alan Banaszek      | Sylwester Janiszewski | Artur Detko         |          |
| 2018 | Mateusz Grabis     | Eduard Worganow       | Martin Boubal       |          |
| 2019 | Norman Vahtra      | Artur Detko           | Robert Jägeler      |          |
| 2020 | Marcin Budziński   | Piotr Pękala          | Szymon Tracz        |          |
| 2021 | Michael Kukrle     | Mateusz Grabis        | Adam Ťoupalík       |          |
| 2022 | Tomasz Budziński   | Michael Boroš         | Matej Zahálka       |          |
| 2023 | Michael Kukrle     | Jakub Kaczmarek       | Karel Camrda        |          |
| 2024 | odwołany           | odwołany              | odwołany            | odwołany |